# Soneto polimétrico
El soneto polimétrico es una variante del soneto que se caracteriza porque los versos no tienen todos la misma medida (fenómeno que se denomina polimetría o heterometría). Es muy inusual, pero fue empleado por algunos poetas modernistas.

## Ejemplo
MADRIGAL DE MADRIGALES (Manuel Machado)
¿Qué nuevo nombre a ti, creadora de poetas,

esencia de la juventud,

si todas las magníficas y todas las discretas

cosas se han dicho y hecho en tu virtud?

¿Qué madrigal a ti, compendio de hermosuras,

luz de la vida, si

mis pequeños poemas y mis grandes locuras

han sido siempre para ti?...

En la hora exaltada

de estos nuevos loores,

toda la gaya gesta de tu poeta es...

tirar de la lazada

que ata el ramo de flores

y que las flores caigan a tus pies.

- Datos: Q6132181